# Le Moulinet-sur-Solin
Le Moulinet-sur-Solin là một xã trong tỉnh Loiret, vùng Centre-Val de Loire bắc trung bộ nước Pháp. Xã này nằm ở khu vực có độ cao từ 123-177 mét trên mực nước biển.
Sông Solin bắt nguồn ở xã này.